# Kungliga Musikaliska Akademiens minnesmedalj i guld över Hugo Alfvén
Kungliga Musikaliska Akademiens minnesmedalj över Hugo Alfvén har sedan 1974 delats ut till förtjänta personer.
På medaljens åtsida finnes Hugo Alfvéns porträtt i profil med glasögon och vänd åt höger mot en fingranulerad bakgrund. Frånsidan innehåller en yta för gravering av mottagarens namn med omskriften HUGO ALFVÉN STIFTELSEN.
Från 1974 till och med 2007 delades medaljen ut som del av Hugo Alfvénpriset. Därefter har medaljen endast delats ut sporadiskt. Mottagare av minnesmedaljen i guld efter 2007 är
- 2015 Anders Lian
- 2022 Sångsällskapet Orphei Drängar, Gunnar Ternhag
- 2023 Patrik Ringborg, Tobias Ringborg, Tobias Lund

Minnes- och belöningsmedaljen delas även ut i silver.